# Гадхайм
Гадхайм (нем. Gadheim) — деревня в общине Файтсхёххайм административного округа Нижняя Франкония в Баварии.

## Описание
С 31 января 2020 года, когда Великобритания вышла из ЕС, Гадхайм стал новым географическим центром Союза. На этом месте была создана небольшая зона отдыха и мемориал.
Также достопримечательностью этого маленького населённого пункта является католическая часовня Святого Марка. Она была построена в 1467 году, и за время своего существования претерпела несколько изменений. Самая крупная реставрация прошла в XVIII веке.

Географический центр Европейского союза
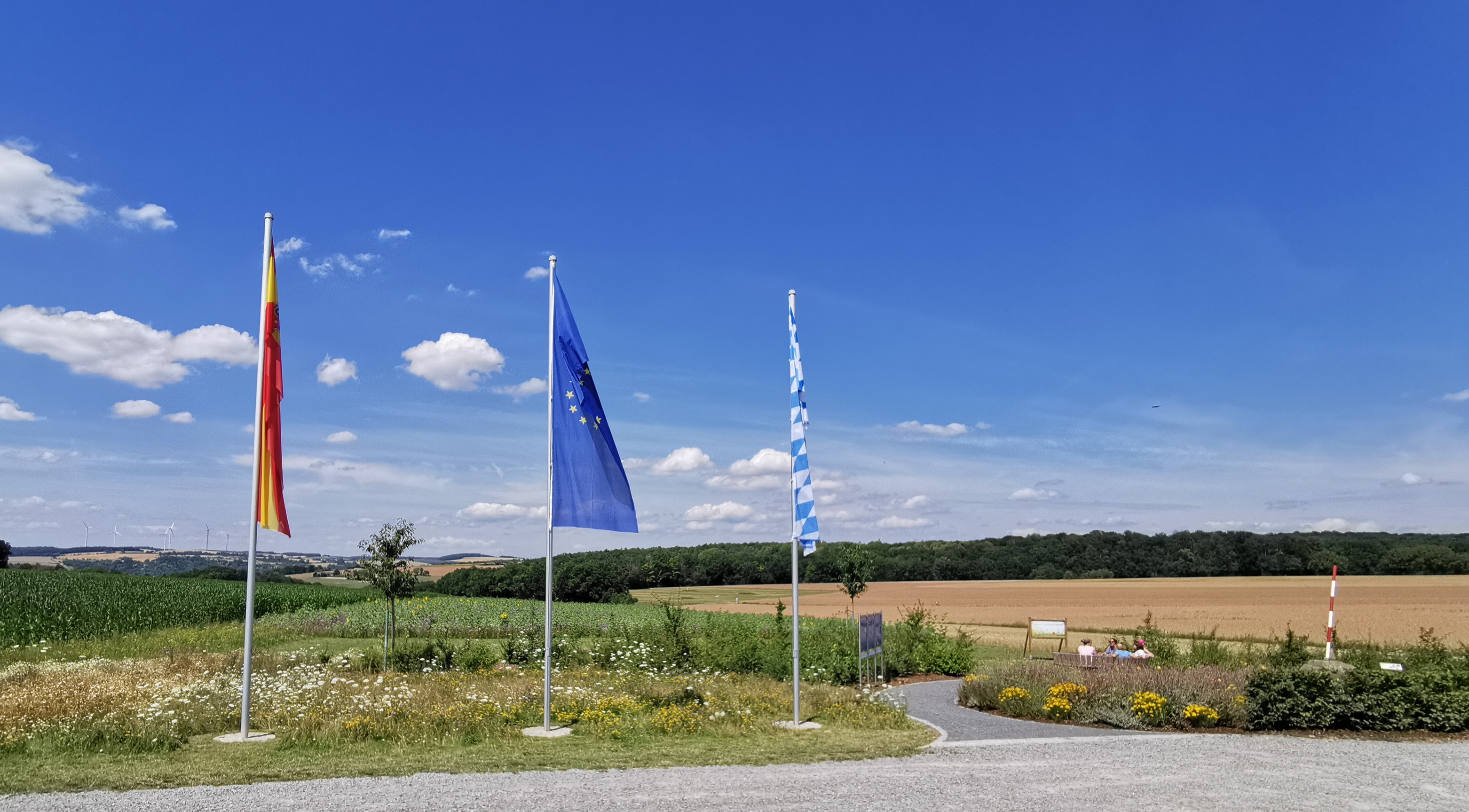
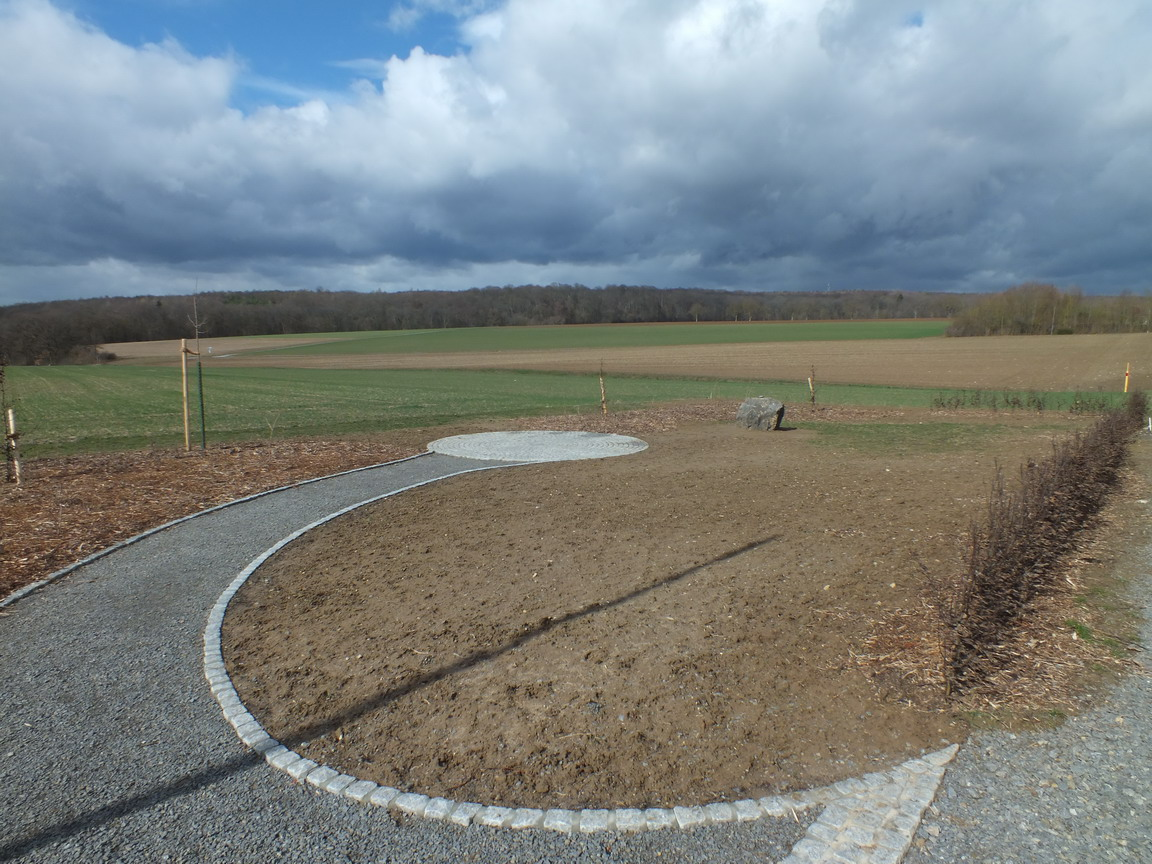